# إبراهيم بن حمزة الزبيري
أبو إسحاق إبراهيم بن حمزة بن محمد بن حمزة بن مصعب بن عبد الله بن الزبير بن العوام القرشي الزبيري المدني. توفي 203 هـ. أحد العلماء ومن رواة الحديث عند أهل السنة والجماعة.
من شيوخ الإمام البخاري، كان من أهل المدينة المنورة، وأمه من آل خالد بن الزبير بن العوام. كان يأتي الربذة كثيرا للتجارة ويقيم بها، ويشهد العيدين بالمدينة.

## أقوال العلماء فيه
قال أبو حاتم الرازي[ ؟ ]: «صدوق.» وقال النسائي:«ليس به بأس.» وقال ابن سعد[ ؟ ]: «ثقة صدوق.» وذكره ابن حبان في الثقات. وقال الذهبي: «من كبار الأئمة الأثبات بالمدينة.»

## شيوخه وتلاميذه
- شيوخه ومن روى عنهم:[7]

حدث عن: إبراهيم بن سعد ويوسف بن الماجشون وعبد العزيز بن أبي حازم وحاتم بن إسماعيل وأنس بن عياض والدراوردي وطبقتهم ولم يلحق الأخذ عن مالك.
- تلاميذه ومن روى عنه:[7]

حدث عنه: محمد بن إسماعيل البخاري وأبو داود وإسماعيل القاضي ومحمد بن نصر الصائغ والعباس بن الفضل الأسفاطي وحماد بن إسحاق القاضي وآخرون.